# Katholischer Friedhof (Kempten)

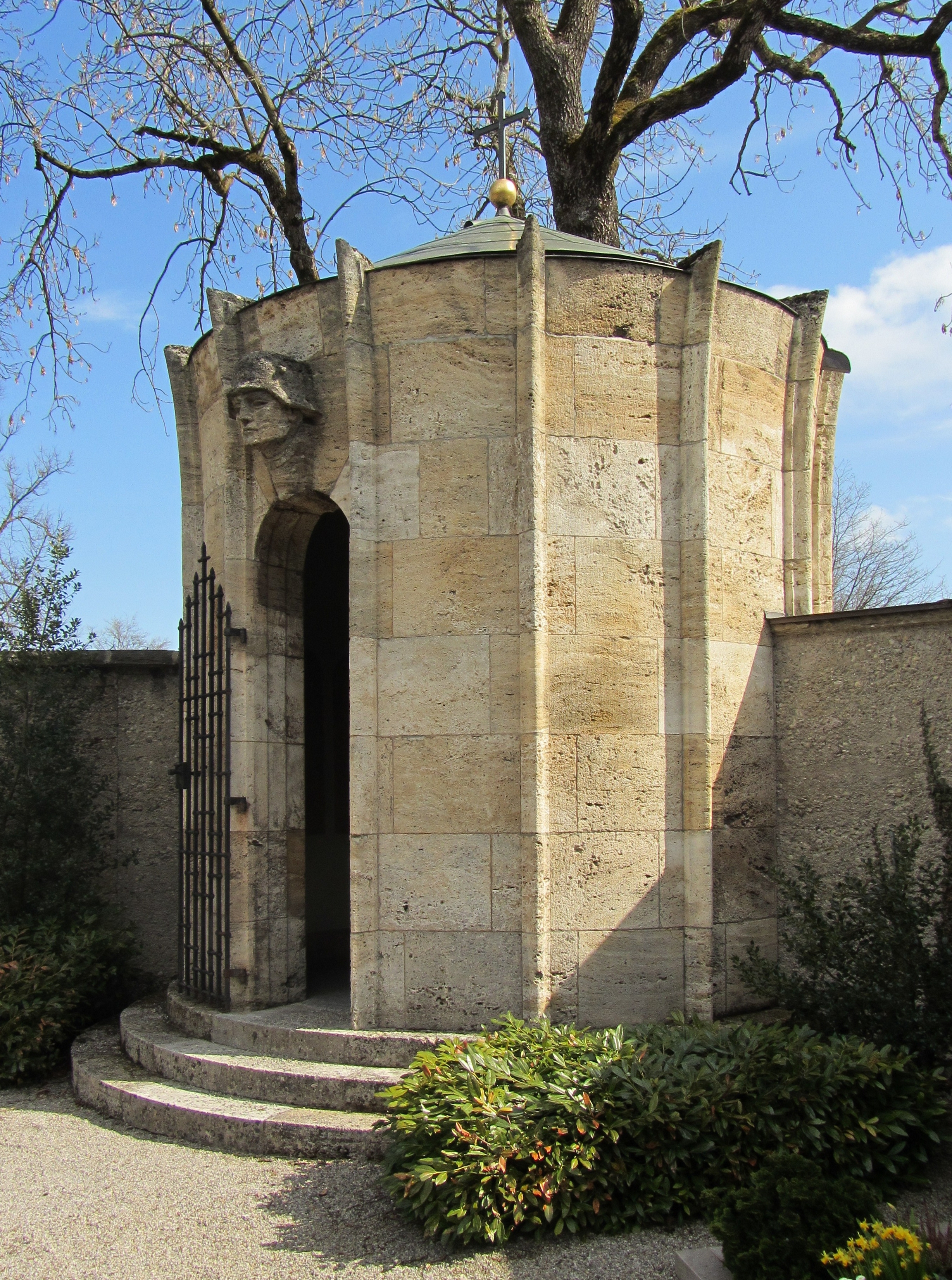
Kriegergedächtniskapelle von Andor Ákos

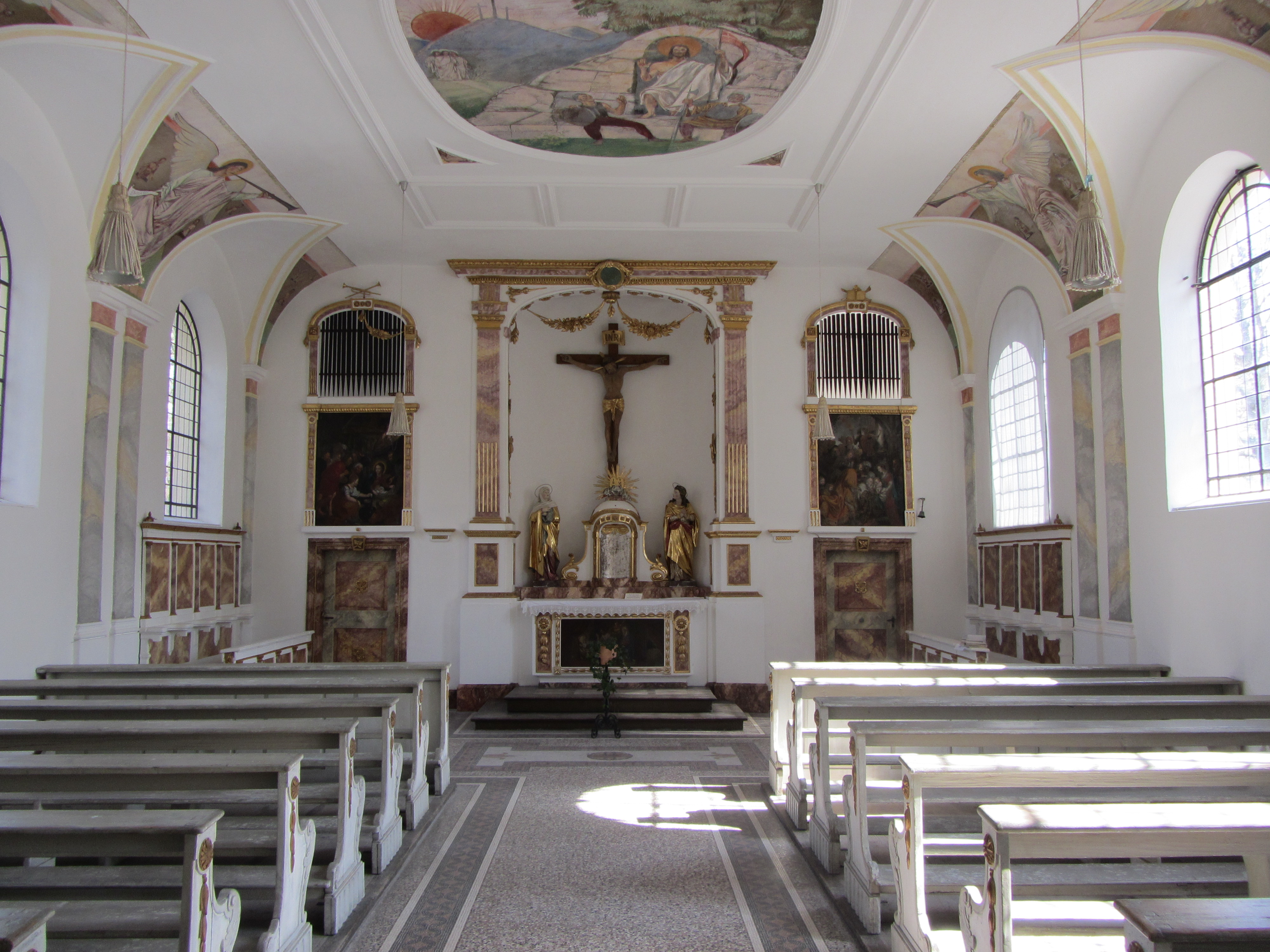
Friedhofskapelle

Der teilweise denkmalgeschützte Katholische Friedhof der Stadt Kempten (Allgäu) wird von der Kirchengemeinde St. Lorenz verwaltet und beherbergt Erd- sowie Feuerbestattungen. Der Friedhof wurde 1804 angelegt.

## Lage und Aufgabe
Der Friedhof liegt im Norden der Stadt in der Nähe des alten Kreiskrankenhauses. Der Friedhof wird vom Gottesackerweg, der Memminger Straße, der Rottachstraße und dem Adenauerring begrenzt und ist mit einer Mauer umgeben. Im nördlichen Bereich gibt es eine Aussegnungshalle. Ganz im Westen liegt der kleine Jüdische Friedhof.

## Geschichte und Bauwerke
Der katholische Friedhof wurde nach Auflassung des Friedhofs um die Seelenkapelle im Jahr 1804 angelegt und überliefert etliche Grabmäler aus dem 19. Jahrhundert. An der Friedhofsmauer am Gottesackerweg befindet sich eine rechteckige Kapelle mit Westturm, die in den Jahren 1814 bis 1817 erbaut wurde. Im Inneren der Kapelle befinden sich noch Chorbänke, das Gestühl und der Altar aus der Erbauungszeit. Der Altar wird von einem historischen Bekenntniskreuz aus dem Jahr 1460 überragt, das aus dem 1865 abgebrochenen Franziskanerinnenkloster St. Anna stammen soll. Den Turm in seiner heutigen Form gibt es seit 1839; damals wurde er vergrößert und mit zwei Glocken ausgestattet. 1926 gestaltete der Architekt Andor Ákos die Friedhofskapelle um.
Der Brunnen vor der im Jahr 1862 entstandenen Aussegnungshalle stammt aus dem 19. Jahrhundert. Es gibt auf dem Friedhofsareal weitere Brunnen.
Vom Kemptener Architekt Andor Ákos stammt die Kriegergedächtniskapelle an der südlichen Friedhofsmauer aus dem Jahre 1926. Die Aussegnungshalle wurde 1992 durch ein neues Gebäude mit neuer Halle ersetzt. Die nördliche Mauer am Adenauerring ist 1992 fertiggestellt worden.

## Grabmale
Auf dem Friedhof sind die Grabstätten im Vergleich zum benachbarten Zentralfriedhof sehr dicht aneinander. Zahlreiche Grabmale sind historisch und auch denkmalgeschützt. Größere Grabsteine werden mittlerweile zu Gemeinschaftsurnenanlagen umfunktioniert. Durch die lange Geschichte des Friedhofs gibt es auch zahlreiche Grabstätten bekannter Persönlichkeiten und Familien.

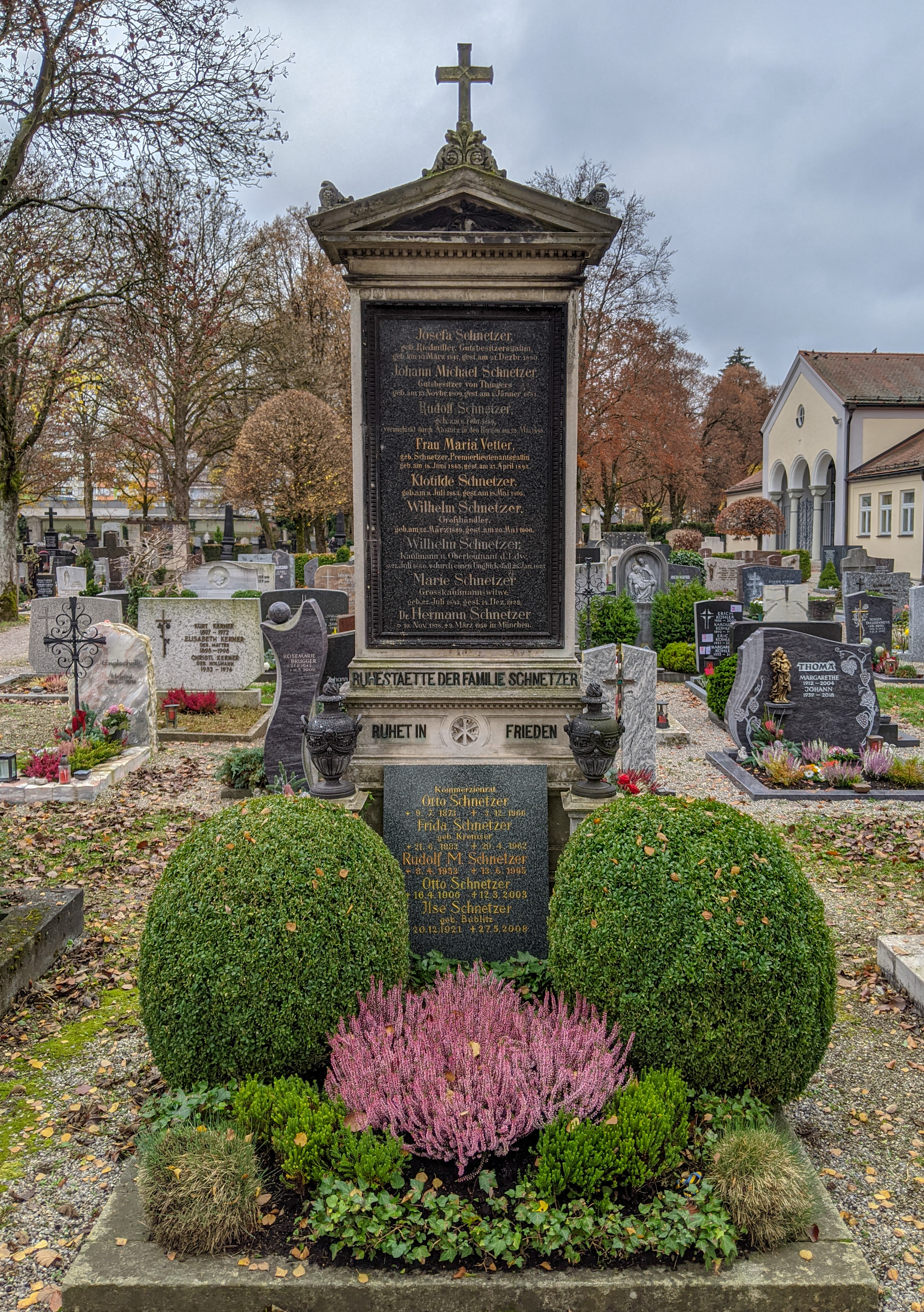
Familie Schnetzer, siehe Villa Schnetzer
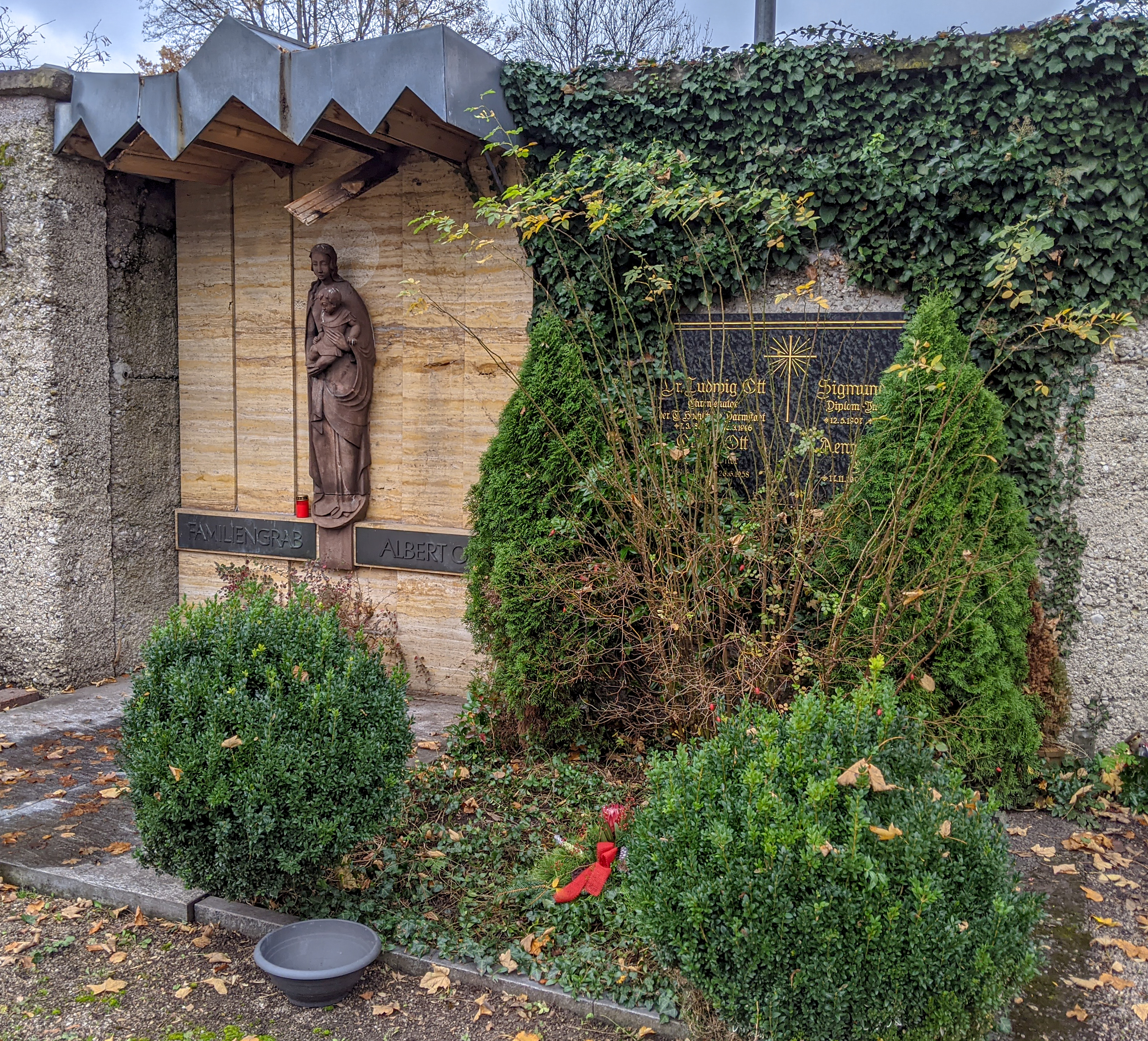
Familie Ott, siehe Ott Hydromet
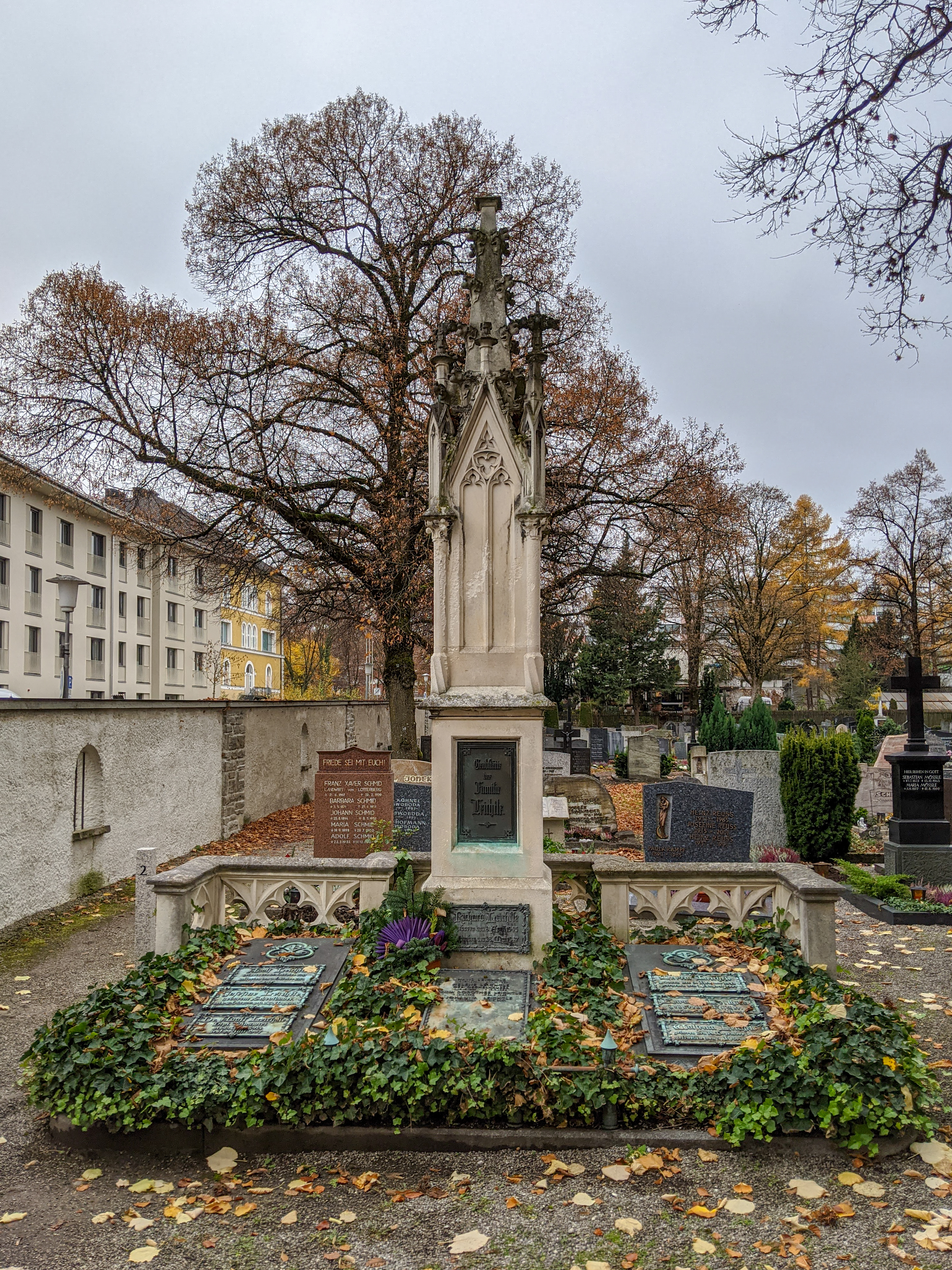
Familie Leichtle, siehe Adolf Leichtle
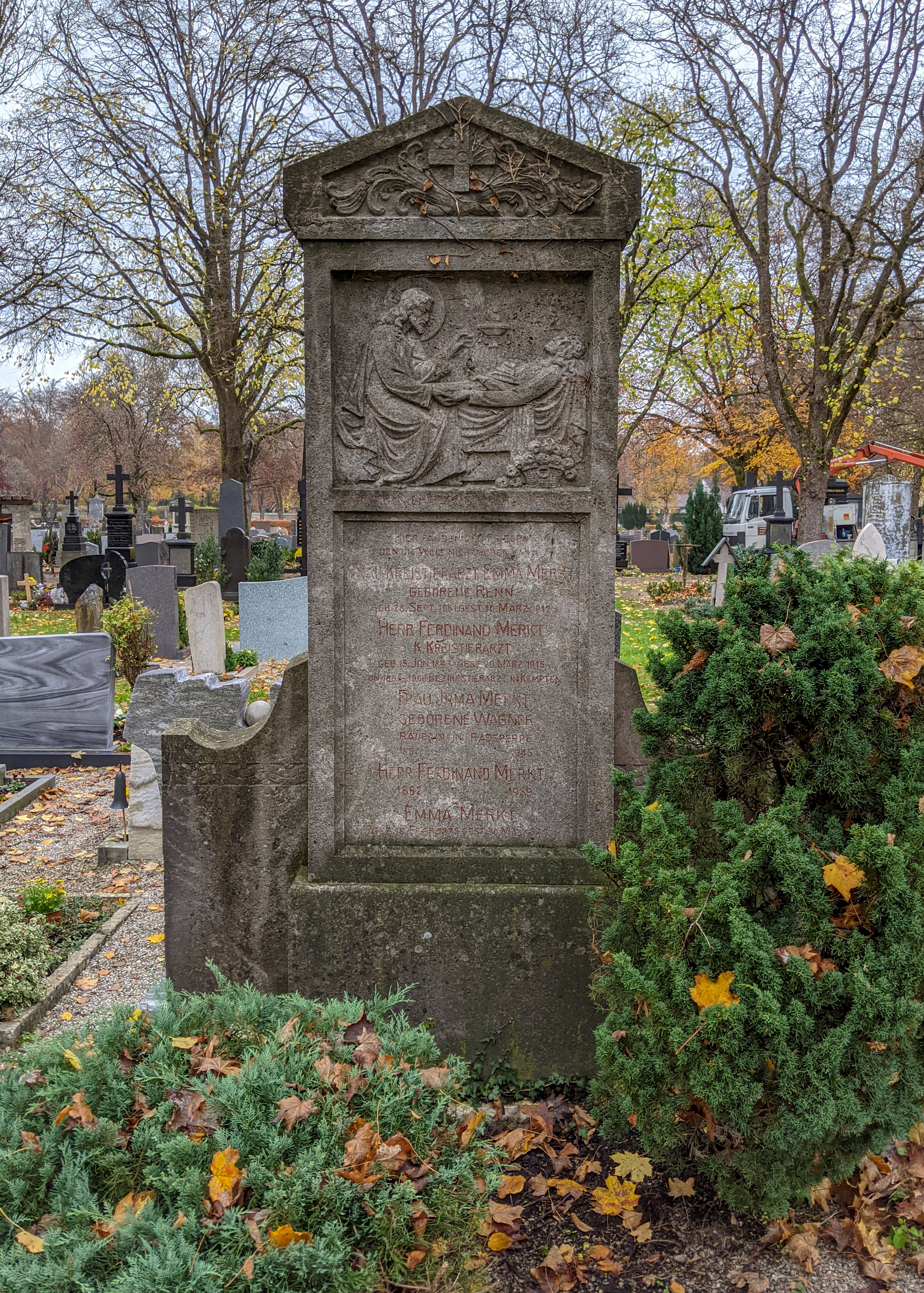
Familie Merkt ohne Otto Merkt
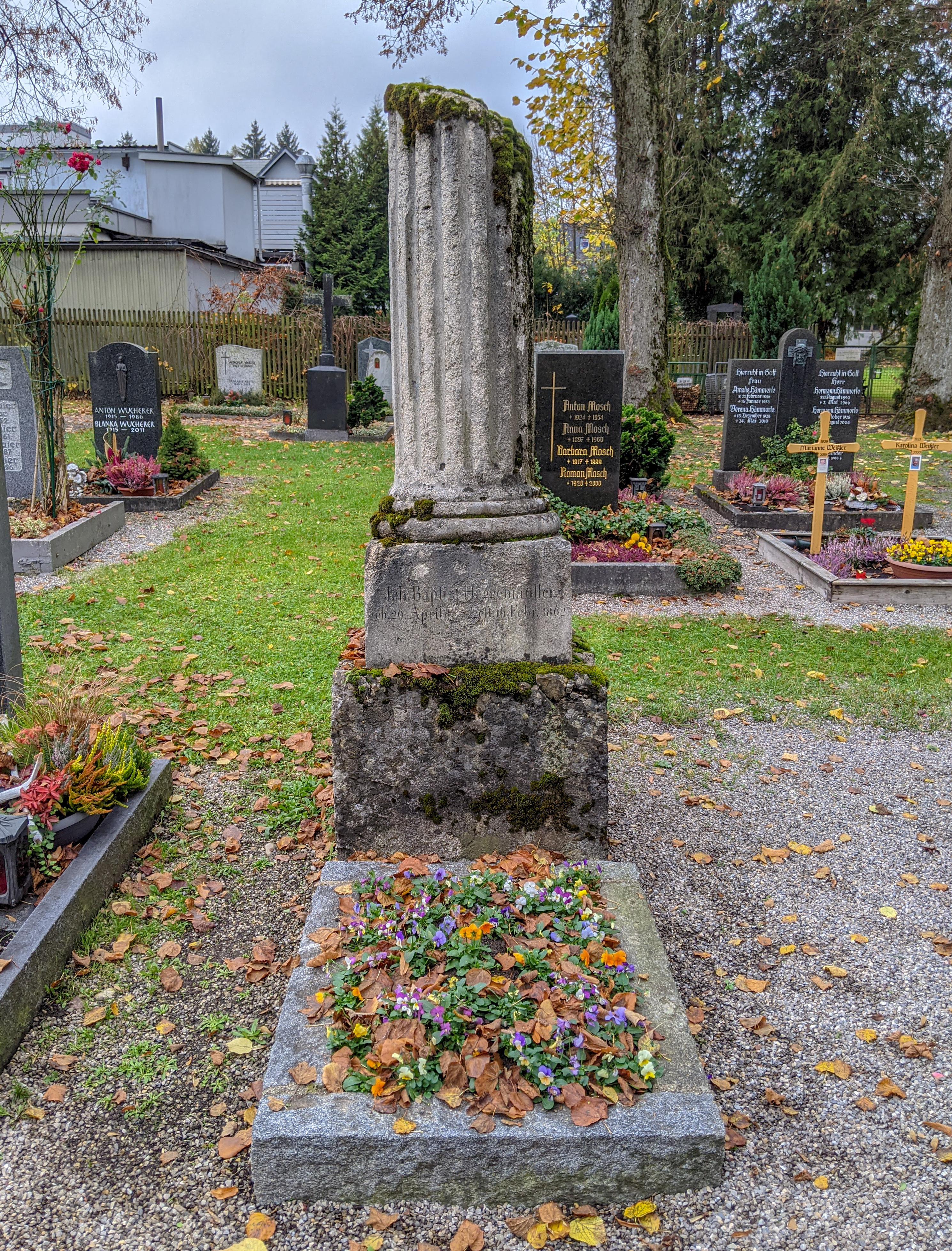
Johann Baptist Haggenmüller
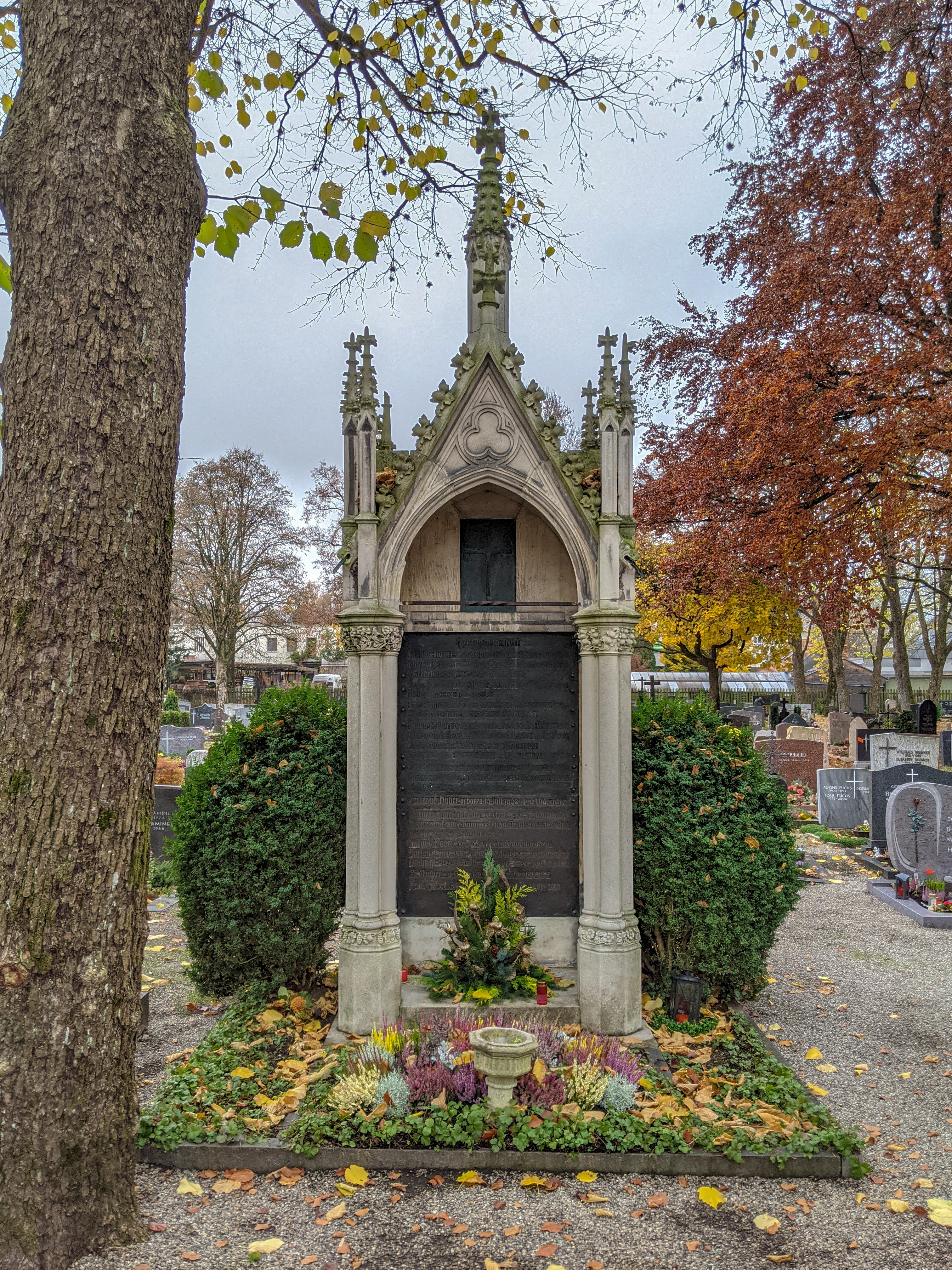
Familie Huber, siehe Villa Huber
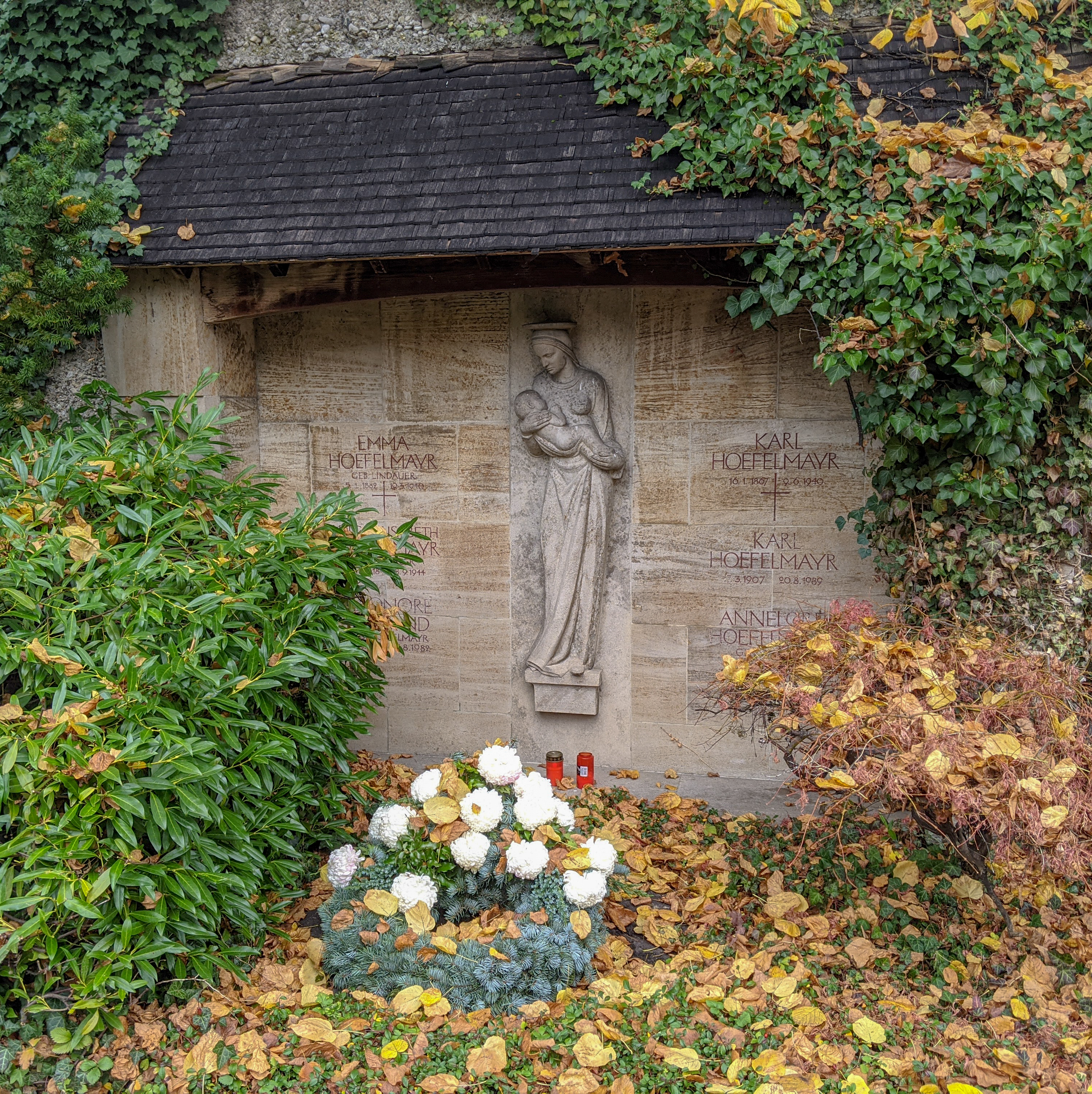
Familie Hoefelmayr, siehe Karl Hoefelmayr
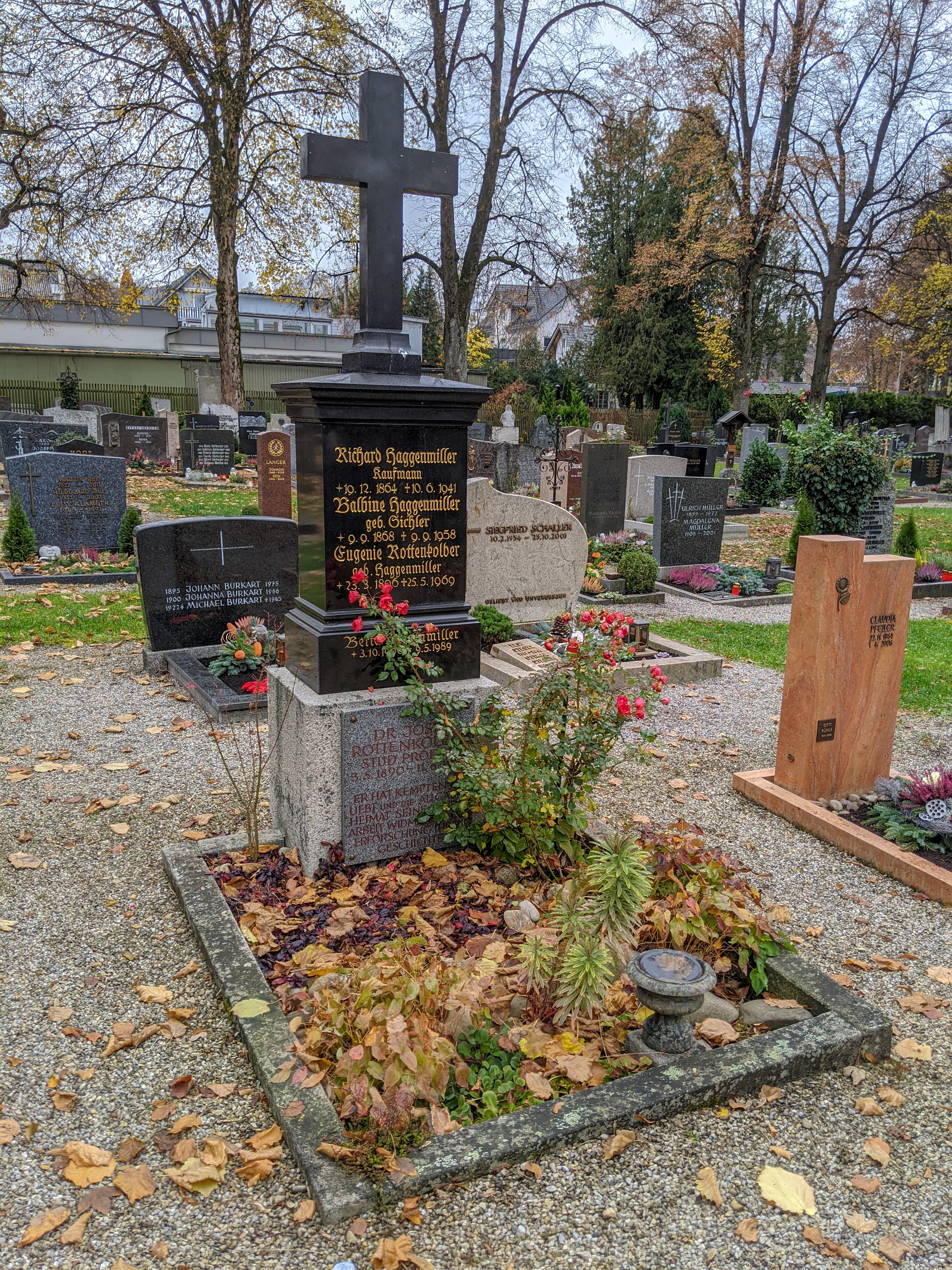
Familie Haggenmüller mit Grab Josef Rottenkolber
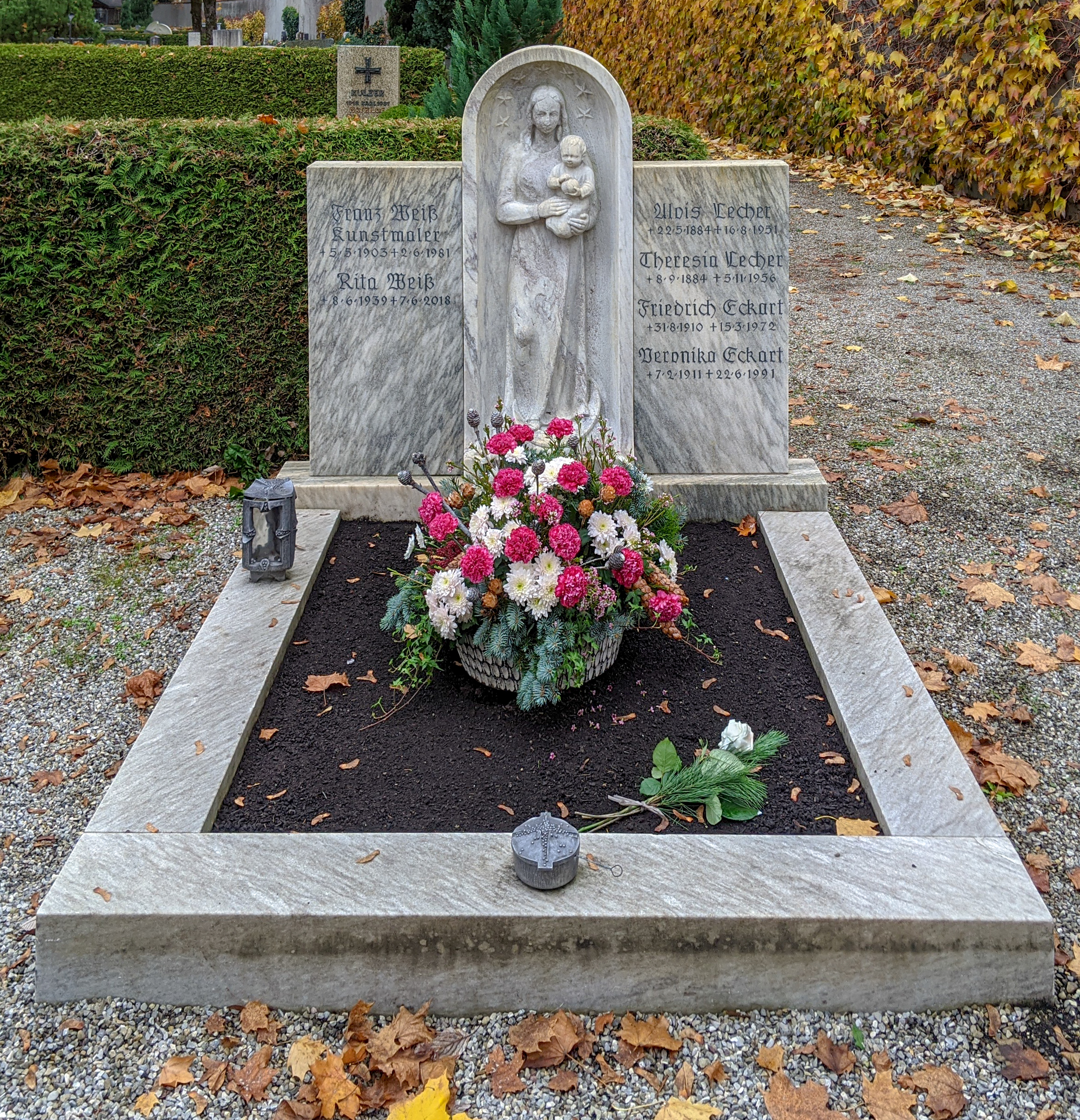
Grabstelle von Franz Weiß
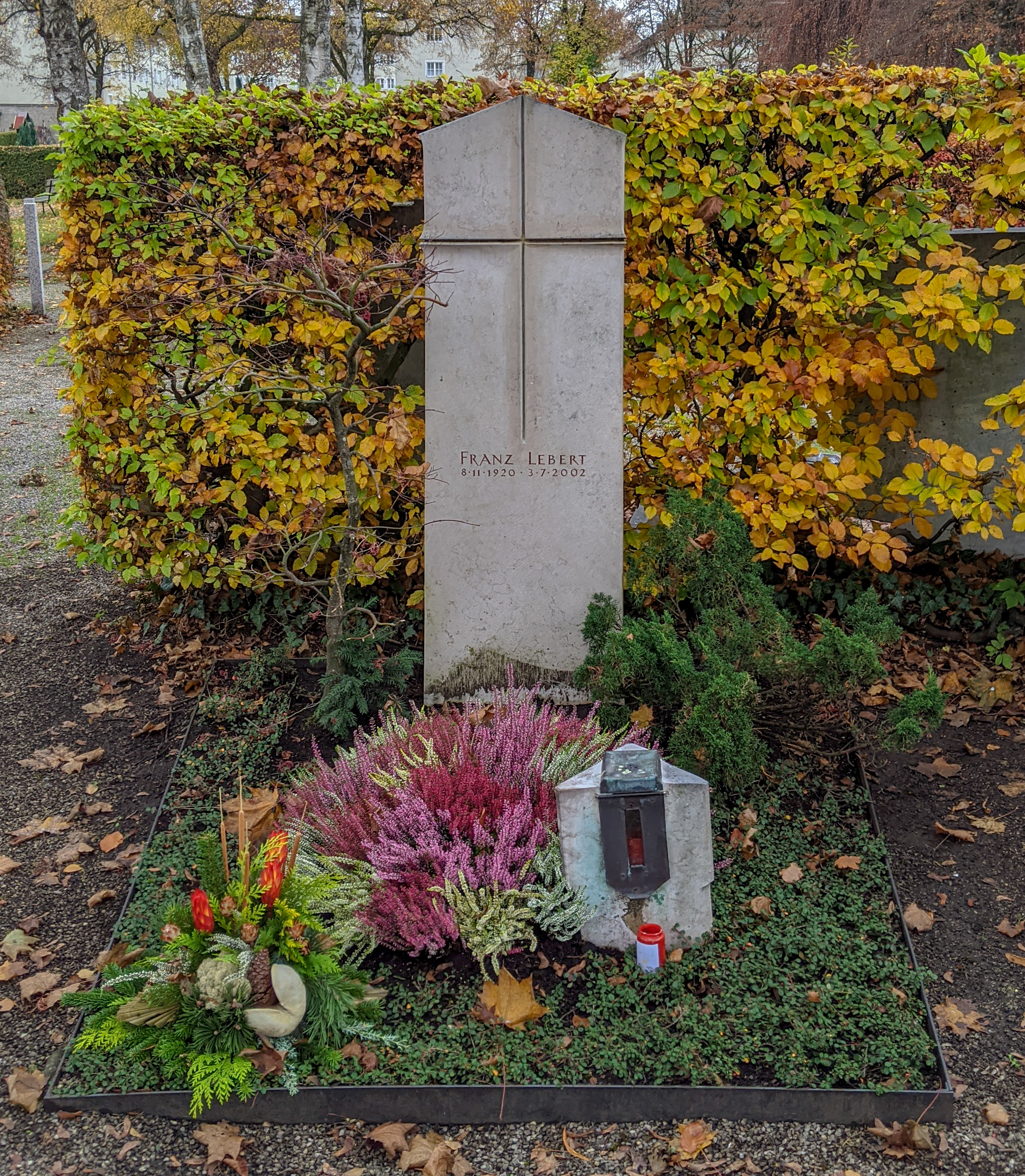
Grabstelle des Unternehmers Franz Lebert
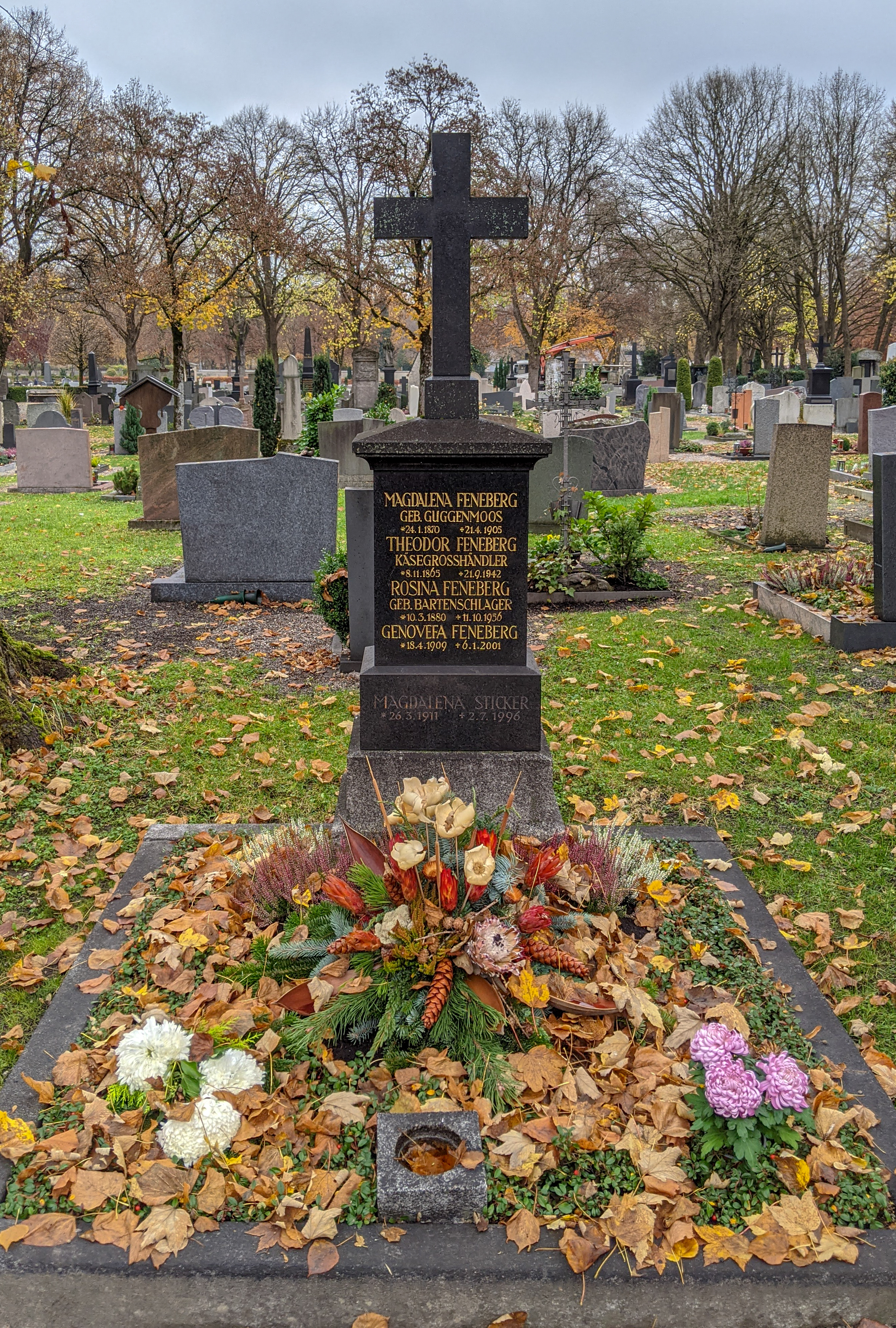
Familie Feneberg, siehe Feneberg Lebensmittel
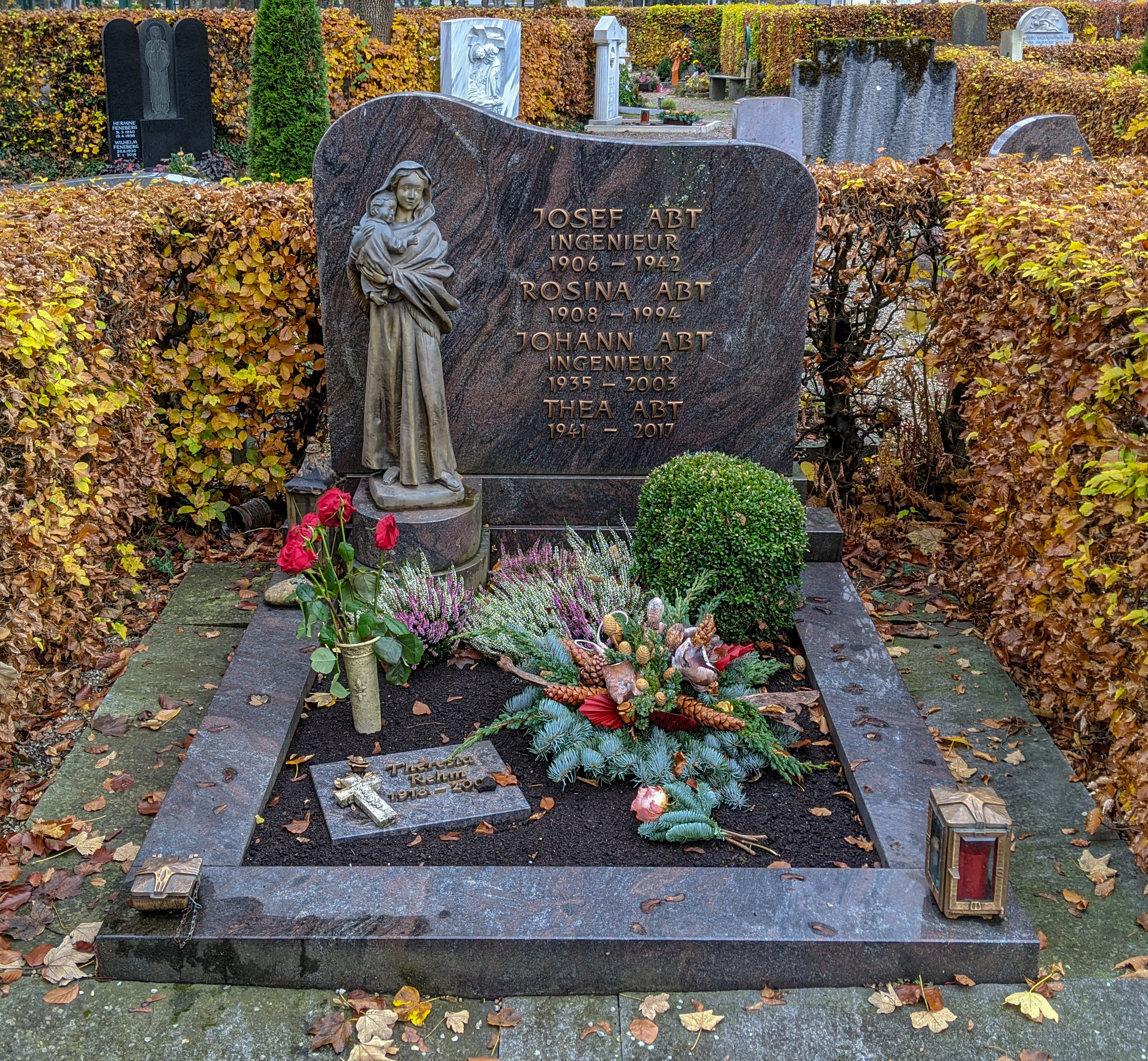
Familie Abt, siehe Johann Abt und Abt Sportsline
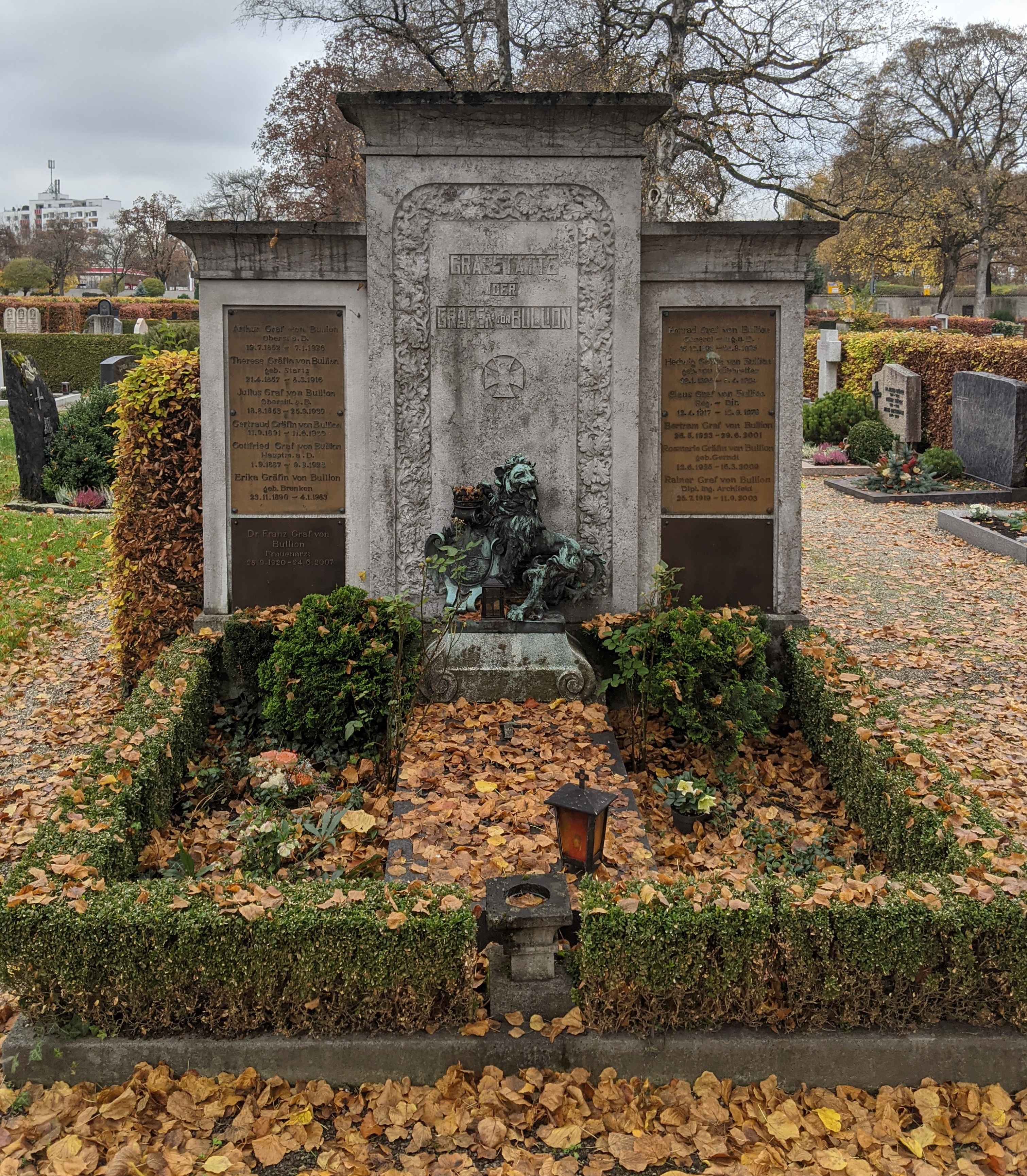
Familie von Bullion
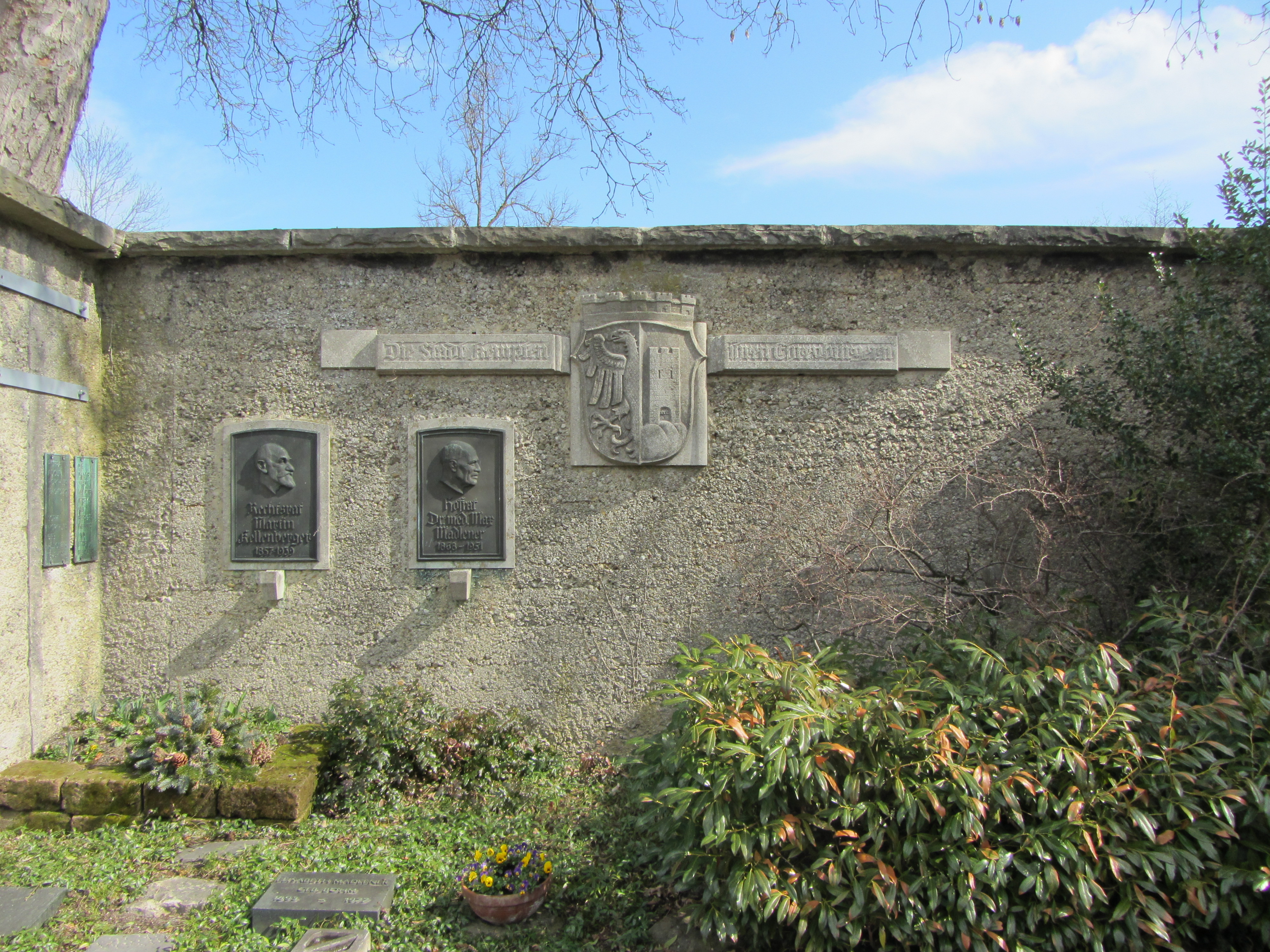
Städtische Ehrengräber von Martin Kellenberger und Max Madlener